# Бочкарёвка (Кармаскалинский район)
Бочкарёвка (баш. Бочкарёвка) — деревня в Кармаскалинском районе Республики Башкортостан Российской Федерации. Входит в состав Ефремкинского сельсовета.

## География

### Географическое положение
Расстояние до:
- районного центра (Кармаскалы): 18 км,
- центра сельсовета (Ефремкино): 3 км,
- ближайшей ж/д станции (Тюкунь): 10 км.

## История
Деревня основана в конце XIX века на территории Стерлитамакского уезда. В 1925 году было учтено 10 хозяйств.

## Население
| 2002 | 2009 | 2010 |
| ---- | ---- | ---- |
| 22   | ↘10  | ↗31  |